# Rheomys underwoodi
Rheomys underwoodi är en däggdjursart som beskrevs av Thomas 1906. Rheomys underwoodi ingår i släktet vattenmöss och familjen hamsterartade gnagare. IUCN kategoriserar arten globalt som livskraftig. Inga underarter finns listade i Catalogue of Life.
Arten når en kroppslängd (huvud och bål) av 130 till 142 mm och en svanslängd av 148 till 158 mm. Bakfötterna är 36 till 38 mm långa. På ryggen förekommer gråbrun till svart päls som är mjuk och tät. Undersidan är täckt av silvervit päls. Huvudet kännetecknas av små ögon och långa tjocka morrhår. Svanen är bra täckt med hår. Den har en mörk ovansida och en kam av vita hår på undersidan. Yttre öron finns bara rudimentärt. Rheomys underwoodi har lite simhud mellan tårna.
Denna gnagare förekommer i Costa Rica och i angränsande regioner av Panama. Arten vistas i bergstrakter mellan 1500 och 2000 meter över havet. Habitatet utgörs av bergsskogar.
Rheomys underwoodi lever vid olika vattendrag eller insjöar. Den äter främst vattenlevande ryggradslösa djur och deras larver. Individer i fångenskap åt även sardiner och några växtdelar.